# Balitorinae
Los balitorinos, son una subfamilia de peces cipriniformes, pertenecientes a familia Balitoridae

## Descripción
Son peces de pequeño tamaño, con un cuerpo redondeado y comprimido dorso-ventralmente. Las aletas pectorales y ventrales forman una roseta alrededor del perímetro del cuerpo, modificadas en una superficie succionadora a modo de ventosa, que les permite adherirse a superficies planas. La boca se sitúa en posición ínfera, mientras los ojos en posición súpera. La cola, bastante potente en relación con su tamaño, y la aleta caudal, sobresalen de forma similar a las rayas. Algunas especies, como Homaloptera zollingeri, tienen un diseño corporal mucho más alargado.
Viven en arroyos de montaña de corrientes rápidas, con fondos pedregosos, con un diseño idóneo para fijarse a las rocas y una cola potente para propulsarse. La mayoría de especies son omnívoras, y se desenvuelven por las zonas pedregosas de los ríos, adhiriéndose a superficies planas, rehuyendo zonas de arena o gravas de pequeño tamaño que no les facilitan la adhesión.
Debido a esta ventosa formada por las aletas, se les engloba dentro del heterogéneo grupo de peces de acuario "comealgas" o "chupaalgas", pero realmente no son alguívoros ni poseen una ventosa bucal que les permita rascar las superficies tapizadas por algas, como ocurre con los Loricáridos.

## Géneros
| - Annamia - Balitora - Balitoropsis - Beaufortia - Bhavania - Crossostoma - Cryptotora - Dienbiena - Erromyzon - Gastromyzon - Glaniopsis - Hemimyzon | - Homaloptera - Homalosoma - Hypergastromyzon - Jinshaia - Katibasia - Lepturichthys - Liniparhomaloptera - Metahomaloptera - Neogastomyzon - Neohomaloptera - Paraprotomyzon | - Parhomaloptera - Plesiomyzon - Protomyzon - Pseudogastromyzon - Pseudohomaloptera - Sectoria - Sewellia - Sinogastromyzon - Sinohomaloptera - Travancoria - Vanmanenia |